# Urocaridella antonbrunii
Urocaridella antonbrunii är en kräftdjursart som först beskrevs av Bruce 1967.  Urocaridella antonbrunii ingår i släktet Urocaridella och familjen Palaemonidae. Inga underarter finns listade i Catalogue of Life.